# Lista de monumentos nacionais do Brasil

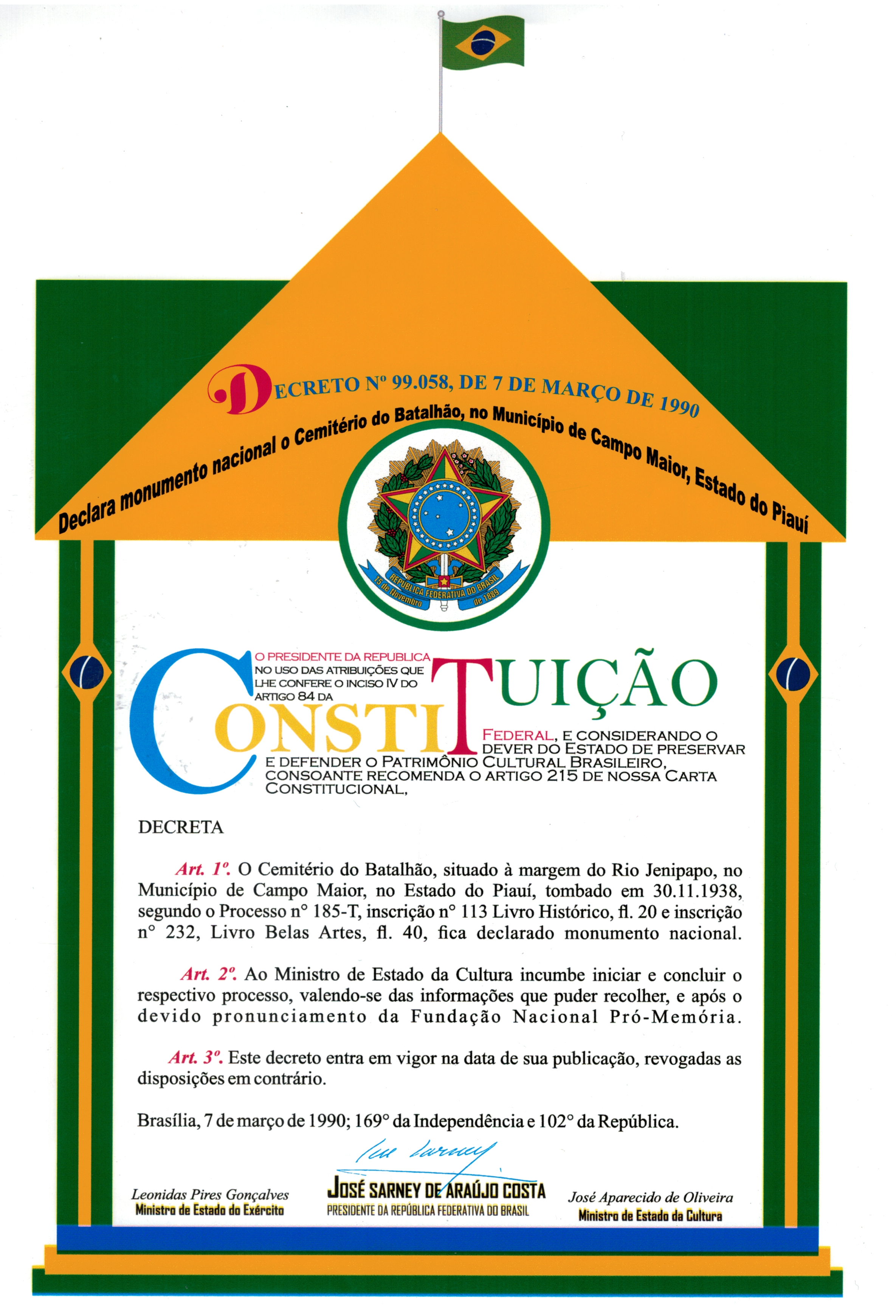
Placa com letra da declaração de um Monumento Nacional do Brasil

A Lista de Monumentos Nacionais do Brasil elenca monumentos que são declarados monumentos nacionais por meio de lei ou decreto do governo do Brasil.
- Lista a completar:

 Bahia
- Porto Seguro Convertido em Monumento Nacional pelo decreto presidencial nº 72.107, de 18 de abril de 1973.
- Cachoeira (Bahia). A cidade foi erigida em Monumento Nacional pelo Decreto Lei nº 68.045, de 13/01/1971.

 Maranhão
- Alcântara, o conjunto arquitetônico da cidade foi erigido em Monumento Nacional pelo decreto nº 26.077-A, de 22/12/48.

 Minas Gerais
- Ouro Preto foi declarada monumento nacional pelo Decreto Federal nº 22.928, de 12 de julho de 1933.
- Mariana monumento nacional pelo decreto-lei nº 7.713, de 6 de julho de 1945.

 Pernambuco
- Olinda por norma aprovada no Congresso Nacional, a lei nº 6.863, de 26 de novembro 1980.

 Piauí
- Oeiras. A primeira capital do Piauí, pelo acervo arquitetônico colonial, condição oficializada como por meio da  Lei Federal nº 7.745, sancionada em 30 de março de 1989.
- Monumento Nacional da Batalha do Jenipapo e o seu Cemitério do Batalhão, por decreto presidencial nº 99.058, de 7 de março de 1990

 Rio Grande do Sul
- Monumento Nacional ao Imigrante oficializado como monumento nacional pela lei federal nº 1.801, de 2 de janeiro de 1953.

 Rio de Janeiro
- Monumento Nacional dos Mortos da Segunda Guerra Mundial

- Paraty categorizada a Monumento nacional pelo decreto federal nº 58.077, de 24 de março de 1966.

 São Paulo
- Monumento Nacional Ruínas Engenho dos Erasmos oficializado pelo IPHAN em 26 de junho de 1963.